# イギリス海軍補助艦隊

王立海軍補助艦隊所属艦艇旗。
ブルー・エンサインに黄色の錨が描かれている。

王立艦隊補助（おうりつほじょかんたい、英語: Royal Fleet Auxiliary、RFA）は、王立海軍に所属する補給艦、揚陸艦等の補助艦艇を運用する補助艦隊。

## 概要
王立海軍艦隊補助は、世界各地の海軍基地へ石炭等の物資を輸送するためにチャーターした民間船が起源で、創設以来その位置づけに変化はない。そのため現在でも国際法上の位置づけはともかくとして、イギリス海軍内の形式としては「国防省が保有し、海軍本部が責任を有し、民間人によって運用される船団」ということになっている。またこのことから、補助艦隊は海軍の一部門ではあるがイギリス海軍（Royal Navy）とは別組織である。
艦旗も正規海軍の軍艦旗である「ホワイト・エンサイン」ではなく「ブルー・エンサイン」の一種を使用し、階級名も海軍式ではなく商社式である。艦船接頭辞も海軍の艦艇には「HMS」が冠されるが、艦隊補助の艦艇には「RFA」が冠される。

## 運用
最高指揮官である船団長は艦隊司令長官（CINCFLEET、現・艦隊司令官「Fleet Commander」）に直接報告する。実際の作戦運用では各艦が各艦隊の指揮官の指揮下で運用される。艦によっては艦自体が海軍の人員との共同運用である事もある。
前述のように艦隊補助は形式としては海軍とは別組織で、王立艦隊補助員は名目上「民間人」ではあるが、実際上は他国での海軍の補助艦艇部門との差異はなく艦隊補助員も国際的には軍人扱いである。

## 階級
| 区分            | 王立艦隊補助                                                  | 王立海軍に相当                  |
| --------------- | ------------------------------------------------------------- | ------------------------------- |
| 士官（Officer） | 船団長（Commodore・Cdre）                                     | 代将（Commodore）               |
| 士官（Officer） | 船長（Captain・Capt）                                         | 大佐（Captain）                 |
| 士官（Officer） | 航海長（Chief Officer・C/O）                                  | 中佐（Commander）               |
| 士官（Officer） | 一等航海士（First Officer・1/O）                              | 少佐（Lieutenant Commander）    |
| 士官（Officer） | 二等航海士（Second Officer・2/O）                             | 大尉（Lieutenant）              |
| 士官（Officer） | 三等航海士（Third Officer・3/O）                              | 海尉（Sub Lieutenant）          |
| 士官（Officer） | 員外航海士（Cadet・CDT）                                      | 海尉候補生（Midshipman）        |
| 兵員（Crew）    | 海軍付指揮上等兵曹（Command Chief Petty Officer of the Navy） | 兵曹長1（Warrant Officer 1）    |
| 兵員（Crew）    | 指揮上等兵曹（Command Chief Petty Officer）                   | 兵曹長1（Warrant Officer 1）    |
| 兵員（Crew）    | 最上級上等兵曹（Master Chief Petty Offier）                   | 兵曹長1（Warrant Officer 1）    |
| 兵員（Crew）    | 上級上等兵曹（Senior Chief Petty Officer）                    | 兵曹長2（Warrant Officer 2）    |
| 兵員（Crew）    | 上等兵曹（Chief Petty Officer）                               | 上等兵曹（Chief Petty Officer） |
| 兵員（Crew）    | 一等兵曹（Petty Officer 1）                                   | 兵曹（Petty Officer）           |
| 兵員（Crew）    | 二等兵曹（Petty Officer 2）                                   | 兵曹（Petty Officer）           |
| 兵員（Crew）    | 三等兵曹（Petty Officer 3）                                   | 兵曹（Petty Officer）           |
| 兵員（Crew）    | 水兵長（Leading Seaman）                                      | 水兵長（Leading Rating）        |
| 兵員（Crew）    | 一等水兵（Able Seaman）                                       | 水兵（Able Rating）             |
| 兵員（Crew）    | 二等水兵（Seaman Apprentice）                                 | 水兵（Able Rating）             |

士官（高級船員）は王立海軍に類似した階級章を佩用しているが、王立艦隊補助では蛇の目の形が円環ではなく、菱形である。その上、最高位は代将に相当する船団長である。
装備需品科機関科電子情報科通信科
| 航海科 | 装備需品科 | 機関科 | 電子情報科 | 通信科 |
| ------ | ---------- | ------ | ---------- | ------ |
| 無し   | 白         | 紫     | 緑         | 紺     |

王立艦隊補助では、王立海軍とは違い階級章に各科（航海科を除く）を識別する為の色付きの生地が使用されている。王立海軍でも使用されていたが、1955年に軍医科（赤）と歯科医科（橙）の除き、廃止された。

## 艦艇
イギリス海軍補助艦隊は以下の11隻の艦で構成される。
- 給油艦
  - ウェーブ型 2隻
  - タイド型 4隻
- 補給艦
  - フォート・ヴィクトリア
- 揚陸艦
  - ベイ型 3隻
- 航空練習艦兼傷病者収容艦
  - アーガス[1]